# Adobe Audition
Adobe Audition è un software professionale che ha, come principale obiettivo, quello di offrire un sistema di registrazione audio multitraccia su hard disk (hard disk recording). Originariamente conosciuto come Cool Edit Pro e sviluppato dalla Syntrillium Software, è stato acquisito dalla Adobe nel maggio del 2003 e integrato nel pacchetto Adobe Creative Suite Production Studio, dedicato alle creazioni multimediali.
L'acquisizione del software ha permesso alla Adobe di completare tale pacchetto di applicazioni che, prima, godeva solo di Premiere Pro per il video-editing (montaggio), After Effects per il compositing (effetti speciali) e di Encore DVD per il DVD authoring (creazione di menu e navigazione).
Nelle versioni CS4 e CS5 delle suite Adobe, Audition era stato sostituito da Adobe Soundbooth, un editor audio con minori funzioni. A partire dalla Creative Suite 5.5 Audition è tornato parte del prodotto. La nuova versione è disponibile anche per Mac ma è priva di alcune funzionalità presenti fino alla versione 3.

## Storia
Fondata da Bob Ellison, nel 1996 nasce la Syntrillium Software, un'azienda specializzata nello sviluppo di soluzioni audio, sia software, sia hardware. Nel 1997, appare sul mercato un software destinato a diventare uno dei tool più apprezzati e più usati nell'ambito della composizione musicale su hard disk: Cool Edit. Di questo software escono due varianti: Cool Edit e Cool Edit Pro. Il primo destinato alla semplice gestione e modifica di una traccia audio, il secondo come soluzione di registrazione multitraccia.
Cool Edit dimostra di essere uno dei migliori editor di suoni campionati per PC, degno rivale dell'allora diffusissimo e acclamato Goldwave. Tuttavia, nonostante i continui miglioramenti e l'evoluzione più significativa in Cool Edit 2000, non è riuscito a imporsi sul mercato, rimanendo uno dei tanti tool audio disponibili.

### Cool Edit Pro
Messo in commercio sul mercato il 5 settembre 1997 al prezzo di $399, Cool Edit Pro si impone subito come il punto di riferimento per i compositori di musica attraverso multitraccia su hard disk. I suoi punti di forza, che lo rendono un software di nuova generazione, sono:
- 64 tracce audio indipendenti;
- effetti DSP eseguiti in tempo reale;
- supporto per più schede audio;
- oltre 50 effetti;
- supporto per il DirectX.

Per due anni, Cool Edit Pro non subisce modifiche ed evoluzioni, mentre continua la sua ascesa nell'ambito della composizione musicale. Nel giugno del 1999, la Syntrillium annuncia l'uscita di Cool Edit Pro 1.2; non è un semplice aggiornamento come potrebbe far pensare la release, ma è una sostanziale evoluzione. Oltre a nuovi filtri e al miglioramento dell'interfaccia, adesso è supportato l'audio a 24 bit, che gli permette un rilevante salto di qualità. Nel gennaio del 2002, viene commercializzato Cool Edit Pro 2.0. Cool Edit è, adesso, un sofisticato studio di registrazione, con le seguenti novità:
- tracce audio illimitate (virtualmente);
- supporto totale al MIDI;
- nuova generazione di equalizzatori;
- supporto del loop dell'audio;
- sistema di masterizzazione di CD audio.

### Adobe Audition
Nel maggio del 2003, Adobe acquista le tecnologie di Syntrillium. Nell'agosto dello stesso anno, Adobe pubblica Adobe Audition versione 1.0, che ufficializza la conversione del software Cool Edit Pro in un prodotto della Creative Suite Production Studio.
Adobe Audition 1.0 è Cool Edit Pro 2.1 sotto il marchio Adobe, quindi l'interfaccia e le varie funzioni sono praticamente inalterate, ad esclusione, ovviamente, di tutto ciò che concerne il passaggio di proprietà da Syntrillium ad Adobe.
Il primo upgrade reale si avrà con Adobe Audition 1.5, la quale versione apporterà una serie di rilevanti modifiche, non tanto sull'interfaccia (rimasta praticamente invariata), quanto su una serie di funzioni, di tecnologie ed ulteriori semplificazioni. Queste le modifiche più rilevanti:
- masterizzazione CD potenziata e integrata;
- supporto per: ReWire, VST, tracce video (Avi, Mpeg, Digital Video e Windows Media Video);
- editing nel dominio delle frequenze;
- correzione del tono;
- Stiramento del tempo della clip;
- Eliminazione automatica dei click/pop;
- Estrazione vocale / strumentale;
- Scalatura inviluppo flessibile;

Nel gennaio del 2006, viene finalmente pubblicata la versione 2.0, che segna la più importante evoluzione del software e la perfetta integrazione con gli altri programmi della suite multimediale. Una evoluzione che ha richiesto anche un cambio dell'interfaccia grafica, semplice ed intuitiva come quella nata ai tempi della Syntrillium, moderna e professionale in linea con le produzioni Adobe. Queste, le modifiche più rilevanti:
- mixing a bassa latenza con tracce illimitate;
- supporto ASIO (quindi gestione totale del Surround 5.1);
- scrubbing dell'audio;
- compressore multibanda analogico;
- automazione dei parametri di registrazione con supporto hardware esterno;
- nuovi strumenti per il mastering e per la visualizzazione della frequenza spettrale;
- supporto più esteso dei formati video;
- prestazioni di memoria e velocità ottimizzate;

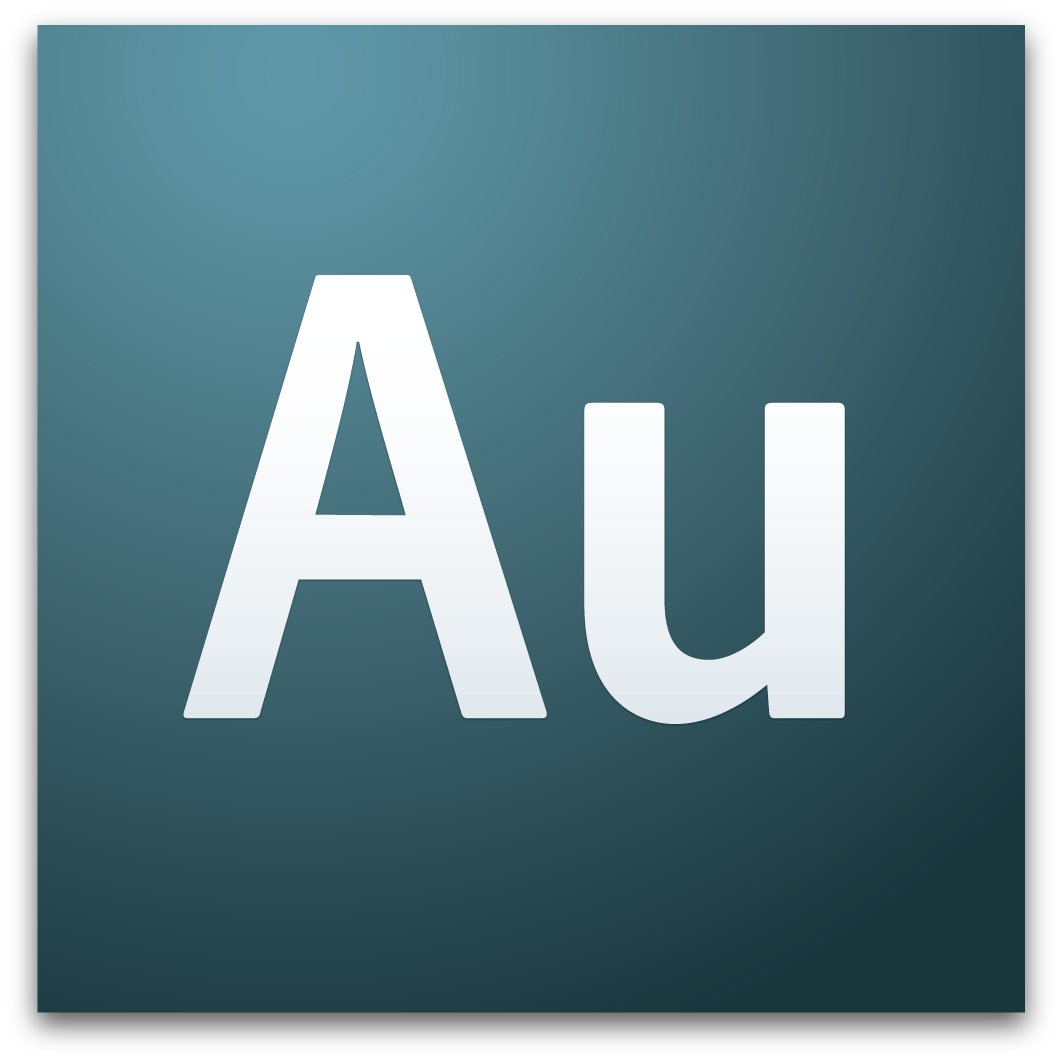
Logo della versione 3

Nel settembre del 2007 esce Adobe Audition 3; non è inclusa in alcuna delle versioni della Adobe Creative Suite, dove è stato sostituito da Adobe Soundbooth, ma è disponibile come prodotto indipendente. Sebbene sia sostituito in parte da Soundbooth. Nel 2015 viene resa pubblica la versione Creative Cloud di Audition, Audition CC 2015, attualmente ultima versione. Audition resta un programma in sviluppo, a differenza di altri prodotti, come Adobe GoLive, non più in produzione.

## Registrazione audio e multitraccia
Per definizione, Adobe Audition è un software di audio-editing per la registrazione multitraccia su hard disk. Per questo motivo, sin dalle origini, il programma è costituito da due ambienti integrati: quello dedicato alla manipolazione della singola traccia audio (quindi come semplice strumento di editing di un file audio) e quello dedicato alla composizione multitraccia. Fino alla versione 1.5, il passaggio dall'uno all'altro ambiente avveniva semplicemente cliccando su un grosso pulsante in alto a sinistra. Nella versione 2.0, al seguito del rifacimento del design, il suddetto bottone è stato eliminato e sostituito da uno più piccolo in un'apposita barra. Inoltre, è stato aggiunto un nuovo ambiente, quello dedicato alla masterizzazione su CD.

### Registrazione e modifica audio (Audio editing)
In questo ambito, Adobe Audition diventa un potentissimo strumento per registrare e modificare una traccia audio. Le versioni fino alla 1.5 erano dotate di numerosi filtri (dapprima i classici filtri DSP e DirectX, poi i più innovativi VST e ReWire), utili strumenti per copiare, incollare, tagliare in tempo reale e svariati tool per il controllo e la conversione dei flussi audio. La versione 2.0 non solo ha aumentato il numero e la qualità di quanto citato, ma ha aggiunto degli elementi altamente professionali, in particolare quelli per la gestione delle frequenze e degli istogrammi (molto importanti per chi produce e distribuisce musica).

### Registrazione multitraccia (Hard Disk Multitrack Recording)
Per poter produrre una canzone è necessario registrare ogni singolo strumento separatamente, in modo da poterne gestire volume e frequenze in modo indipendente. Prima dell'avvento delle tecnologie digitali, questo avveniva attraverso dei multitraccia analogici, stazioni di lavoro molto grandi e colme di leve, pulsanti e rotelle. I costi si aggiravanano a decine di milioni di Lire ed era richiesta una notevole conoscenza della strumentazione. Con l'avvento dei computer, tutto si è enormemente semplificato attraverso i software e la registrazione su hard disk. Oggi, grazie alle enormi capacità dei supporti di memoria e alla potenza dell'hardware, la registrazione multitraccia è diventata alla portata di tutti.
In questo ambito, Adobe Audition (e prima Cool Edit Pro) rappresenta una nuova era per la registrazione e la composizione musicale. Adobe Audition offre, quindi, tutti gli strumenti per la composizione multitraccia: tracce indipendenti illimitate, ognuna con caratteristiche totalmente configurabili.

## Versioni
Segue l'elenco delle versioni del programma, corredato di informazioni e immagini secondo le categorie:
- Versione: il nome del software e il numero di release; da ricordare che Cool Edit Pro è l'edizione realizzata dalla Syntrillium, mentre Audition è lo stesso software acquisito e sviluppato dalla Adobe.
- Data di uscita: la release date ufficiale, quindi quella della versione inglese al momento della disponibilità online e sul mercato.
- Dimensione / Prezzo: la dimensione in Mb si riferisce al pacchetto base per il download, mentre il prezzo (in dollari) è, generalmente, quello di listino al momento della vendita.
- Caratteristiche / Cambiamenti: sono riportati le caratteristiche principale del prodotto o le novità rispetto all'edizione precedente.

| Versione             | Data di uscita   | Sistema operativo                         | Dimensione / Prezzo | Caratteristiche / Cambiamenti |
| -------------------- | ---------------- | ----------------------------------------- | ------------------- | --- |
| Cool Edit Pro 1.0    | 5 settembre 1997 | Windows 9x/NT                             | 3Mb / 399$          | - 64-track mixing - Real-time preview for most DSP effects - Support for multiple sound cards - New DSP effects, including: Chorus Multitap Delay Sweeping Phaser 10/20/30-band Graphic Equalizer Parametric Equalizer Click/Pop Eliminator Hiss Reducer Convolution - SMPTE/MIDI time-clock synchronization - Support for ActiveMovie/DirextX plug-ins - New "Favorites" menu for your most-used presets, tools, and scripts - 50 free sound effects and 12 music beds from Sound Ideas |
| Cool Edit Pro 1.1    | 19 aprile 1998   | Windows 9x/NT                             | 3,6Mb / ---$        | |
| Cool Edit Pro 1.2    | 15 giugno 1999   | Windows 9x/Me/NT                          | 3,5 mb / 399$       | - New Full Reverb - Hard Limiter - DTMF Notch Filter - Pitch Bender effects - Export to RealMedia G2 format - Real-time preview - Automatic silence detection and deletion |
| Cool Edit Pro 1.2a   | 3 agosto 2000    | Windows 9x/Me/NT/2000                     | 4,2 mb / 399$       | - Up to 300% faster Noise Reduction - Enhanced hard-disk management - Enhanced Windows 2000 multi-user support. |
| Cool Edit Pro 2.0    | 20 gennaio 2002  | Windows 9x/Me/2000/XP                     | 19,3Mb / 249$       | - 128 stereo tracks - Real-time effects - Looping tools - New effects and tools: Stereo Field Rotate QuickVerb Dynamic EQ Dynamic Delay Graphic Phase Shifter Doppler Shifter Frequency Band Splitter Phase Analysis - Mixer console window - More envelope support in multitrack for automation - CD ripping - MIDI playback - Video (.AVI) soundtrack editing - SMPTE/MTC Master capability - Group Waveform (RMS) Normalize for making multiple files all the same overall volume - Easy batch conversion of file types and formats - Mix down to track (bounce) - Improved Frequency Analysis - Instant undo AND redo - no waiting to store the undo layer for most operations - US-428 and Red Rover hardware controller support - Centralized Wave Properties dialog displays information including: Text and label fields Loop information EBU broadcast file extensions Sampler information - Multitrack session information window including: Tempo and key information Built in metronome Session mixing preferences - An improved and streamlined interface: Customizable interface and look including dockable/sizeable windows Dual monitor support Organizer window with tabs for open files, effects and favorites Colored and sizeable level meters Expanded keyboard shortcut capabilities, including "learning" capability Improved and expanded mouse wheel support |
| Cool Edit Pro 2.1    | 10 aprile 2003   | Windows 9x/Me/2000/XP                     | 19,8 mb / 299$      | - Multichannel encoder with WMA and WAV 5.1 file output - WMA 9 support - Greatly improved Noise Reduction - Cart Chunk header editing - Additional hardware controller support - Faster and more efficient background mix - Enhanced SMPTE/MTC master and slave accuracy - Improved accuracy for automatic beat detection - New "hybrid" stretch method for loops - Master volume fader is now selectable pre or post bus - Ability to move tracks in multitrack by right clicking and dragging on track controls - Faster response in VU meters and Frequency and Phase Analysis windows - Spin mode for Phase Analysis - Additional drive support for CD extraction under Windows 2000 and XP - Greater support for 3rd party DirectX plug-ins - Intelligent default sound card selection - Multichannel WAV import and export - Plus dozens of small performance enhancements and usability tweaks |
| Audition 1.0         | 18 agosto 2003   | Windows 9x/Me/2000/XP                     | 30Mb / 149$         | - 128 stereo tracks - 32-bit files at 44.1 kHz, 88.2 kHz, 96 kHz, and 192 kHz. Support for 24-bit/96 kHz. - 45 Powerful DSP tools - Precise sample rate conversions - Smooth envelope transitions - Customizable interface - Real-time audio effects - Integration with Adobe Premiere Pro and Adobe After Effects - Organizer window - Multichannel encoder - Audio from video - Loop-based soundtrack creation - Thousands of royalty-free music loops |
| Audition 1.5         | 24 maggio 2004   | Windows 9x/Me/2000/XP                     | 47,5 mb / 299$      | - Integrated CD burning - ReWire support (Host) - VST plug-in support - Frequency space editing - Pitch correction - Enhanced support for video - Clip time stretching - Automatic click/pop elimination - New sample sessions - Vocal/instrumental extraction - Save custom keyboard shortcuts - Flexible envelope scaling |
| Audition 2.0         | 17 gennaio 2006  | Windows 9x/Me/2000/XP                     | 554,4Mb / 349$      | - Tracce illimitate - Mixing a bassa latenza - Supporto ASIO - Automazione dei parametri di registrazione - Automazione dei controller hardware - Mandate e insert per il mixing audio - Monitoraggio dell'immissione in tempo reale - Entrata rapida - Plug-in per la compensazione del ritardo - Catene di effetti su ogni canale, bus e master - Prestazioni di registrazione migliorate - Numero illimitato di tracce in Vista multitraccia - Fino a 80 immissioni live - Registrate fino a 80 immissioni live contemporaneamente in un'unica sessione multitraccia. - Supporto più esteso dei formati video - Interfaccia utente intuitiva - Aree di lavoro personalizzate - Basi musicali pronte all'uso - Migliaia di loop musicali a 32 bit non compressi - Sincronia video migliorata - Adobe Bridge - Supporto di metadati XMP - Scrubbing dell'audio - Compressore multibanda analogico - Rack masterizzazione in Vista di modifica - Strumenti per la visualizzazione della frequenza spettrale - Strumento Lazo in Visualizzazione frequenza spettrale - Visualizzazione panning spettrale e fase spettrale - Impostazioni della barra dei colori spettrali e della risoluzione - Visualizzazione della frequenza spettrale logaritmica - Possibilità di salvare il layout del CD - Perfetta integrazione con Adobe Premiere Pro e After Effects - Supporto BWF - Miglioramento delle prestazioni per l'editing - Vista istogramma dell'analisi di fase - Supporto del formato Ogg Vorbis |
| Audition 3.0         | 8 novembre 2007  | Windows 9x/Me/2000/XP/Vista/Seven         | 554,4Mb / US$349    | - Tracce illimitate - Mixing a bassa latenza - Supporto ASIO - Automazione dei parametri di registrazione - Automazione dei controller hardware - Mandate e insert per il mixing audio - Monitoraggio dell'immissione in tempo reale - Entrata rapida - Plug-in per la compensazione del ritardo - Catene di effetti su ogni canale, bus e master - Prestazioni di registrazione migliorate - Numero illimitato di tracce in Vista multitraccia - Fino a 80 immissioni live - Registrate fino a 80 immissioni live contemporaneamente in un'unica sessione multitraccia. - Supporto più esteso dei formati video - Interfaccia utente intuitiva - Aree di lavoro personalizzate - Basi musicali pronte all'uso - Migliaia di loop musicali a 32 bit non compressi - Sincronia video migliorata - Adobe Bridge - Supporto di metadati XMP - Scrubbing dell'audio - Compressore multibanda analogico - Rack masterizzazione in Vista di modifica - Strumenti per la visualizzazione della frequenza spettrale - Strumento Lazo in Visualizzazione frequenza spettrale - Visualizzazione panning spettrale e fase spettrale - Impostazioni della barra dei colori spettrali e della risoluzione - Visualizzazione della frequenza spettrale logaritmica - Possibilità di salvare il layout del CD - Perfetta integrazione con Adobe Premiere Pro e After Effects - Supporto BWF - Miglioramento delle prestazioni per l'editing - Vista istogramma dell'analisi di fase - Supporto del formato Ogg Vorbis |
| Audition CC 2015.0.0 | 15 giugno 2015   | Windows 7, 8, 10, Mac OS X v10.9 o v10.10 | 2GB                 | - Ricollegamento dal vivo - Registrazioni temporizzate - Backup automatico in Creative Cloud - Video a schermo intero su due schermi - Importazione ed esportazione di marcatori - Copia automaticamente le risorse importate in una cartella di sessione - Dynamic Link per lo streaming di contenuti video da Adobe Premiere Pro |